# Mimosestes ulkei
Mimosestes ulkei är en skalbaggsart som först beskrevs av Horn 1873.  Mimosestes ulkei ingår i släktet Mimosestes och familjen bladbaggar. Inga underarter finns listade i Catalogue of Life.